# Selezione 1990-2000
Selezione 1990-2000 è un album raccolta di brani del periodo 1990-2000 incisi dalla Piccola Orchestra Avion Travel, messo in commercio dopo la vittoria al Festival di Sanremo 2000 del brano Sentimento.

## Tracce
1. Sentimento – 3:58
2. Aria di te – 4:27
3. Dormi e sogna – 4:11
4. Abbassando – 4:00
5. La notte ha cambiato la città – 4:17
6. Cuore grammatico – 3:39
7. Cirano – 4:12
8. Primo amore – 2:46
9. Belle caviglie – 4:52
10. La chiave inglese – 4:17
11. Comico – 3:00
12. La famiglia – 4:30
13. L'atlante – 3:57
14. La conversazione – 3:54
15. Via delle Indie – 5:56
16. L'astronauta – 4:21

## Classifiche
| Classifica (2000) | Posizione massima |
| ----------------- | ----------------- |
| Italia            | 15                |